# Confédération générale du travail

Logo der CGT

Die Confédération générale du travail (CGT; deutsch Allgemeiner Gewerkschaftsbund) ist ein französischer Gewerkschaftsbund. Der CGT ist Mitglied des Internationalen Gewerkschaftsbundes (IGB) und des Europäischen Gewerkschaftsbundes (EGB). Gegenwärtige CGT-Generalsekretärin ist seit dem 31. März 2023 Sophie Binet.
In den Jahrzehnten nach dem Zweiten Weltkrieg der Kommunistischen Partei Frankreichs (PCF) nahestehend lockerten sich die Beziehungen zwischen CGT und PCF nach dem Zerfall der Sowjetunion und dem Fall des eisernen Vorhangs.

## Geschichte
Die Gründung fand auf einem Kongress vom 23. bis 28. September 1895 in Limoges durch den Zusammenschluss der Fédération des bourses du travail und der Fédération nationale des syndicats statt. Im Oktober 1906 wurde auf dem 9. Kongress der CGT die Charta von Amiens verabschiedet.

### Spaltung von 1921
Noch zu Beginn des Ersten Weltkriegs war die revolutionär-syndikalistische CGT der einzige französische Gewerkschaftsbund. Der zunehmend tiefe Gegensatz zwischen Reformisten und Revolutionären sowie die Gründung der Roten Gewerkschafts-Internationale führten 1921 zur Spaltung der Organisation. Die moderaten Kräfte verblieben in der CGT; radikale Kräfte gründeten einen neuen Gewerkschaftsbund namens Confédération Générale du Travail Unitaire (CGTU).
Gewalttätige Unruhen am 6. Februar 1934 und damit eingehend Ängste vor einem faschistischen Staatsstreich führten ab Oktober 1934 zu Gesprächen über eine Wiederannäherung zwischen CGT und CGTU und schließlich zur Wiedervereinigung im März 1936. Wenig später, am 3. Mai 1936, gewann die geeinte Linke die Parlamentswahlen, und Léon Blum wurde im Zeichen der Volksfront erster jüdischer und sozialistischer Premierminister Frankreichs.

### 1939 bis Kriegsende
Der deutsch-sowjetische Nichtangriffspakt von 1939 hatte zur Folge, dass kommunistische Gewerkschaftsmitglieder in Frankreich massiv unter Druck gerieten. Am 25. September 1939, drei Wochen nach dem Kriegseintritt Frankreichs, beschloss die CGT den Ausschluss aller Aktivisten, die sich weigerten, den Nichtangriffspakt zu verurteilen.
Auf Anordnung des Vichy-Regimes wurden am 16. August 1940 alle Gewerkschaftszentralen aufgelöst. Am 4. Oktober 1941 folgten Verbote gegen Streiks und Aussperrungen. Im Untergrund verbreitete die CGT die Zeitung La Vie ouvrière. Am 17. April 1943 fand im Geheimen die Neugründung der CGT statt, und kurz darauf wurde die Gewerkschaft Gründungsmitglied des Conseil National de la Résistance. In Marseille rief sie im August 1944 zum Aufstand gegen die deutsche Besatzung auf.

### 1945 bis Gegenwart
Nach dem Zweiten Weltkrieg hatte die CGT bis zu etwa 5 Millionen Mitglieder und war 1945 ein Gründungsmitglied des Weltgewerkschaftsbundes. Seit Mitte/Ende der 1940er Jahre setzte sich in der CGT eine enge Bindung an die PCF durch, welche auch durch die enge personelle Verzahnung beider Organisationen verstärkt wurde, so war bspw. der CGT-Generalsekretär Benoît Frachon auch Mitglied in der Parteiführung der PCF. Die CGT setzte sich fortan für eine die politische Linie der PCF stets bejahende und unterstützende Haltung ein, welche sich u. a. in der Ablehnung des Marshallplan-Programms 1947 äußerte.
1948 spaltete sich unter Führung Léon Jouhauxs die CGT-Force ouvrière ab, welche sich dem PCF-nahen Kurs in der CGT zuvor vehement widersetzt hatte, jedoch keinen größeren Einfluss gewinnen konnte. Bereits 1946 hatte sich die Angestelltengewerkschaft CGC von der CGT abgespalten.
Dem Generalstreik vom Mai 1968, an dem sich zeitweilig bis zu zehn Millionen Arbeiter beteiligten, stand die CGT überwiegend ablehnend gegenüber, da die studentische 68er-Bewegung im kommunistischen Lager als im Kern „bürgerlich“ angesehen wurde.
Im November/Dezember 1995 unterstützte die CGT einen mehrwöchigen Streik französischer Eisenbahner gegen Pläne der Regierung Juppé, das Rentensystem der SNCF zu reformieren.
2006 veranlassten Studentenproteste und Arbeitsniederlegungen, die auch von der CGT mitgetragen wurden, die Regierung Dominique de Villepin zur Rücknahme eines Gesetzes, das erleichterte Kündigungen bei Ersteinstellung ermöglicht hätte (Contrat première embauche).
Die CGT ist ob ihrer Mitgliederstärke als der zweitgrößte Gewerkschaftsbund Frankreichs anzusehen. Geographische Schwerpunkte sind das Département Ariège im Südwesten des Landes und die Region Limousin.
Für das Jahr 2022 wurden nach Eigenangabe rund 606.000 Mitglieder gezählt. Auf dem 53. Kongress der CGT wurde Sophie Binet zur Nachfolgerin des 8 Jahre an der Spitze stehenden Philippe Martinez gewählt.

## Generalsekretäre
| Amtszeit  | Name                        |
| --------- | --------------------------- |
| 1895–1898 | Absalon Lagailse            |
| 1898–1900 | Maurice Copigneaux          |
| 1900–1901 | Victor Renaudin             |
| 1901      | Eugène Guérard              |
| 1901–1909 | Victor Griffuelhes          |
| 1909      | Louis Niel                  |
| 1909–1945 | Léon Jouhaux                |
| 1945–1947 | Léon Jouhaux Benoît Frachon |

| Amtszeit  | Name                         |
| --------- | ---------------------------- |
| 1948–1957 | Benoît Frachon Alain Le Léap |
| 1957–1967 | Benoît Frachon               |
| 1967–1982 | Georges Séguy                |
| 1982–1992 | Henri Krasucki               |
| 1992–1999 | Louis Viannet                |
| 1999–2013 | Bernard Thibault             |
| 2013–2015 | Thierry Lepaon               |
| 2015–2023 | Philippe Martinez            |
| seit 2023 | Sophie Binet                 |